# ملاعب الجميرا للغولف
ملاعب الجميره للغولف هي مجمع غولف فخم خاص تم أنشائه في عام 2009 وهو ملك لشركة جركورب، يقع علي طريق الأمارات بالقرب من منتجع نخله الجميره في دبي، وكل ملعب جلف له شكل بيئي مختلف مثل النار والأرض والماء والرياح وقد تم تصميمها بواسطه غريغ نورمان و فيجاي سينغ وسيرجيو غارسيا وبيت داي واحد الملاعب الذي صممه نورمان علي هيئه مسار الأرض هو الملعب الذي يستضيف بطولة دبي للغولف.

## وصلات خارجية
- الموقع الرسمي

1. ↑  "ملاعب جولف في جميرا دبي - المرافق، العضويات، خيارات الطعام والمزيد | ماي بيوت". مدونة تشمل مواضيع تتعلق بالعقارات و أنماط الحياة المختلفة في الإمارات | ماي بيوت. اطلع عليه بتاريخ 2024-02-09.
2. ↑  "أفضل ملاعب الجولف في دبي | زوروا دبي". www.visitdubai.com. اطلع عليه بتاريخ 2024-02-09.